# Курц, Бруно
Бруно Курц (нем. Bruno Kurz; род. в 1957 году, Лангенарген, Боденское озеро) — немецкий художник-абстракционист, работающий, преимущественно, на отражающих поверхностях, таких как металл. Пишет картины в жанре живописи цветового поля с намёком на ландшафтные пейзажи. Помимо живописи, его работы включают в себя большие художественные инсталляции. 

## Биография
Бруно Курц провёл детство в Крессбронне (Боденское озеро). Он является старшим сыном рабочего металлиста Руперта Курца (род. 1933) и его жены Гертруды Курц (1934–2007). Во время учебы в средней школе  в Knaben-Realschule в Линдау Бруно узнал о масляной живописи от своего учителя математики. После окончания гимназии он поступил на инженерный факультет, но прервал обучение из-за обязательных общественных работ (как альтернативе военное службе). Впоследствии он год путешествовал, отправившись на корабле в Израиль и на Родос, где создал свою первую группу картин и, где решил заняться живописью. После своего возвращения в Германию, с 1980 по 1981 годы Курц учился в Свободной художественной школе Штутгарта под руководством Герда Нейссера, а с 1981 по 1986 года — в Академии изящных искусств им. Карлсруэ у Пера Киркебю и Макса Камински. 
Бруно Курц с юности интересуется конкретными аспектами света и цвета. Еще учась, он предпринял обширные поездки в Южную Европу и Индию (1983/84 и 1986/87), а затем в Мексику и Канаду. Исследование природы и новые области цвета и света привели к многочисленным экспериментам, приведших к установлению его собственного стиля. Грант проекта на тему «Хеймат» позволил ему впервые отправиться в Северную Европу в 1998 году, где он посетил Внешние Гебридские острова, Оклендские острова, Шотландское нагорье и Берген в Норвегии. Кельтские символы и их типичное слияние кругов и крестов, ирландско-шотландский монашество и его связи с регионом Боденского озера вместе с впечатлениями о природе легли в основу большой, связанной с проектом, выставки в его родном городе Крессбронне. Начиная с 2000 года, такой пейзажный опыт повлиял на другие серии картин: в течение десяти лет он работал над своим циклом Гебридов,  где впервые появились горизонтальные слои тонких цветовых полей, которые присущи его творчеству, они станут основным аспектом его будущей практики рисования. С 2013 года художник часто посещает Исландию и Гренландию . 
«Важно то, что художник, как и наши канадские художники 20-го века, отправляется на север в поисках света и в поисках интересных тем. Всем известно, что северные художники отправлялись на юг, чтобы „открыть“ свет. Лучший пример этого — Прованс. Но здесь у нас есть художник, который уходит на север, потому что свет такой же красивый, сильный и чистый. Таким образом, Бруно Курц приходит в глубь зимы и объезжает Гебриды на своем каяке и вдохновляется тем, что он видит. Без каких-либо фотографий, конечно, он возвращается в свою мастерскую и пишет с хорошей дистанции, эта дистанция, которая так важна для художников, чтобы они не были перегружены природой, но имели время и пространство, чтобы его впитать и обработать ». 

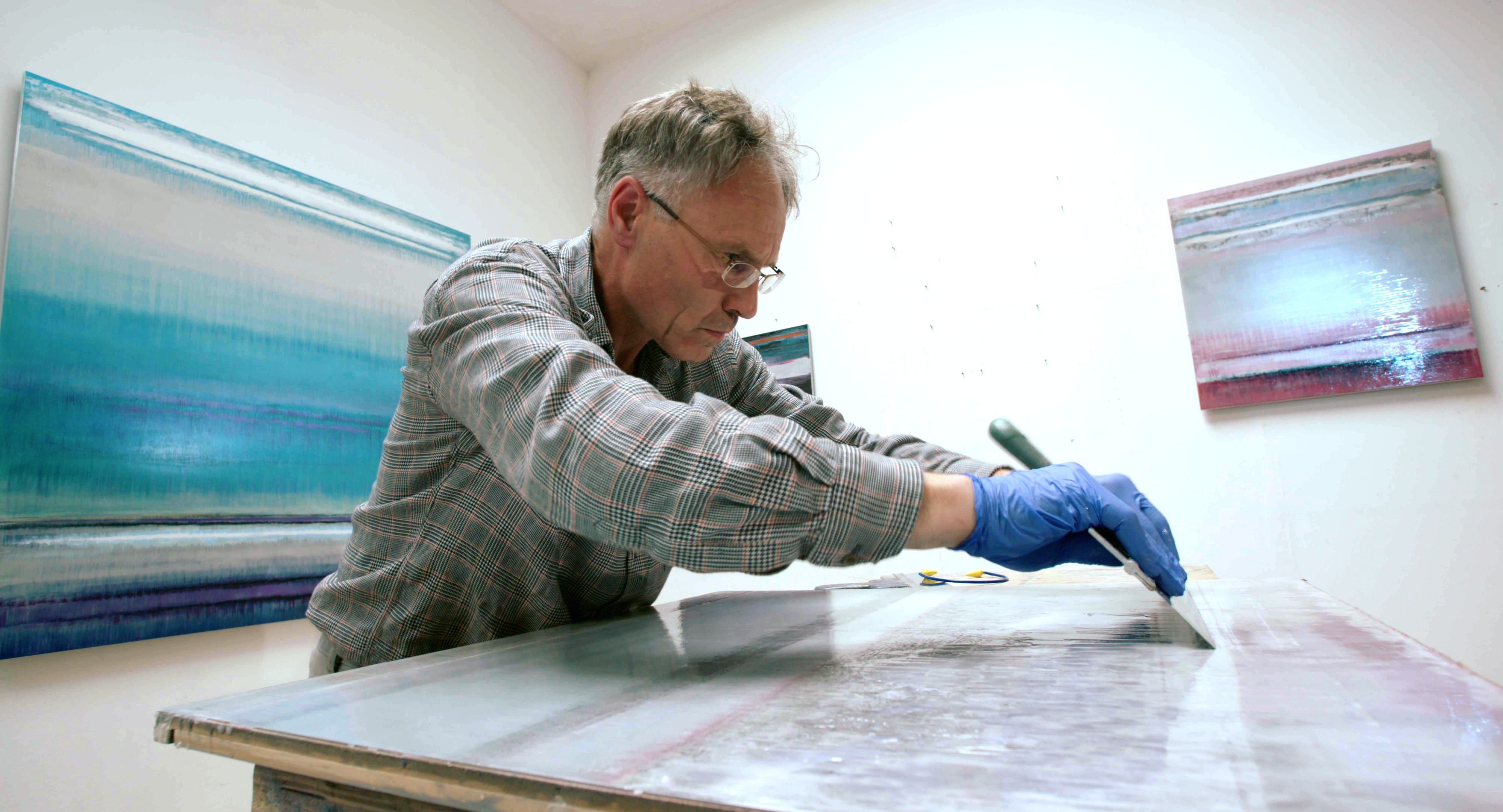
Бруно Курц в своей студии, 2016

Бруно Курц живет и работает в Карлсруэ. Он проводит персональных и групповые выставках в галереях Германии, Канады и Швейцарии, а также проводит персональные презентации на международных художественных выставках, таких как Art Toronto,  Art Zuerich  или Art Cologne. 

## Награды и гранты
- 1986 — Грант проекта, Стифтунг Кунстфондс (Art Funds Trust) Бонн [8]
- 1988 — 1989 — Стипендия Kunststiftung (Фонд искусств) Баден-Вюртемберг [8]
- 1992 — 1993 — Аспирантура: междисциплинарные СМИ, Staatliche Akademie дер Bildenden Künste Stuttgart (Штутгарт Академии изящных искусств) [9]
- 1998 — стипендии для поездки в Северную Европу для проекта Heimat [8]
- 2006 — грант проекта, Kunst- und Kulturstiftung Deutschland (Фонд по искусству и культуре Германии) [8]

## Работы в коллекциях
- de: Музей им. Клайхуэс-Бау

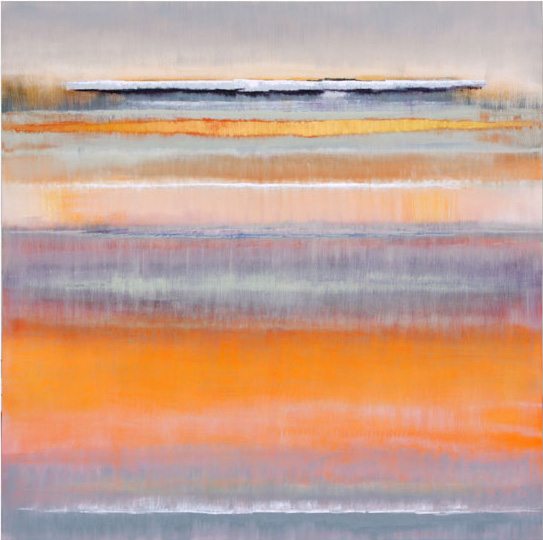
Посторонний свет на горизонте, 2015

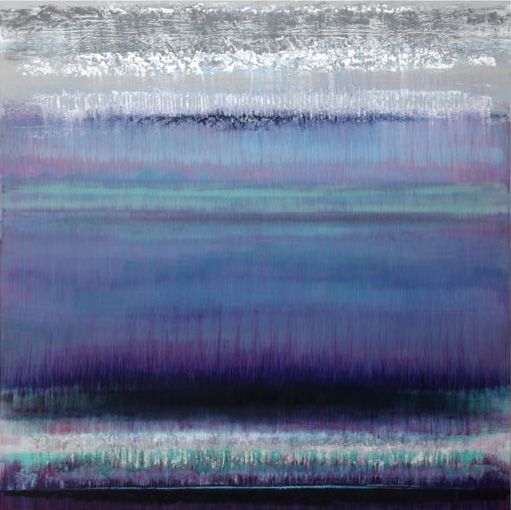
Северное сияние 2, 2016

- Staatliche Kunsthalle Karlsruhe (Государственный музей Карлсруэ)
- de: Städtische Galerie Karlsruhe (Муниципальная галерея Карлсруэ)
- де: Музей Ульмера
- Sammlung (Коллекция) de: Schwäbisch Würth
- Sammlung (Коллекция) Герхард Хартманн, в Государственной художественной галерее (Galerie Albstadt)
- Regierungspräsidium (Региональный совет) Карлсруэ
- Kernforschungszentrum (Центр ядерных исследований) Карлсруэ
- Handwerkskammer (Торговая палата) Карлсруэ
- Bildungsakademie der Handwerkskammer (Академия дополнительного образования Торговой палаты) Карлсруэ
- Stiftung (Foundation) S-BC-pro arte, Биберах [10]
- Различные частные коллекции в Германии, США, Канаде и Швейцарии

## Инсталляции

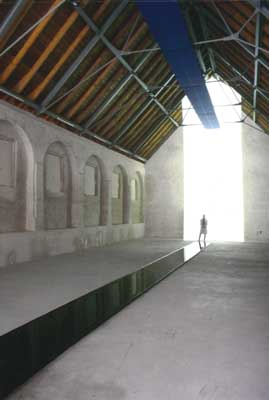
Для голубой кувшинки - мужская сторона, 2003

Бруно Курц получил свою первую студию в помещении IWKA (Industriewerke-Karlsruhe-Augsburg)  в Карлсруэ в 1986 году. Вместе с Георгом Шаллой  он основал группу художников KUNSTRAUM IWKA и провел кампанию за сохранение огромных промышленных зданий. Он был одним из организаторов серии выставок под названием Letzte Arbeitsberichte IWKA I и II, которые были важны для спасения здания Hallenbau A, в настоящее время Zentrum für Kunst und Medien, ZKM ( Центр искусства и медиатехнологий Карлсруэ ). 

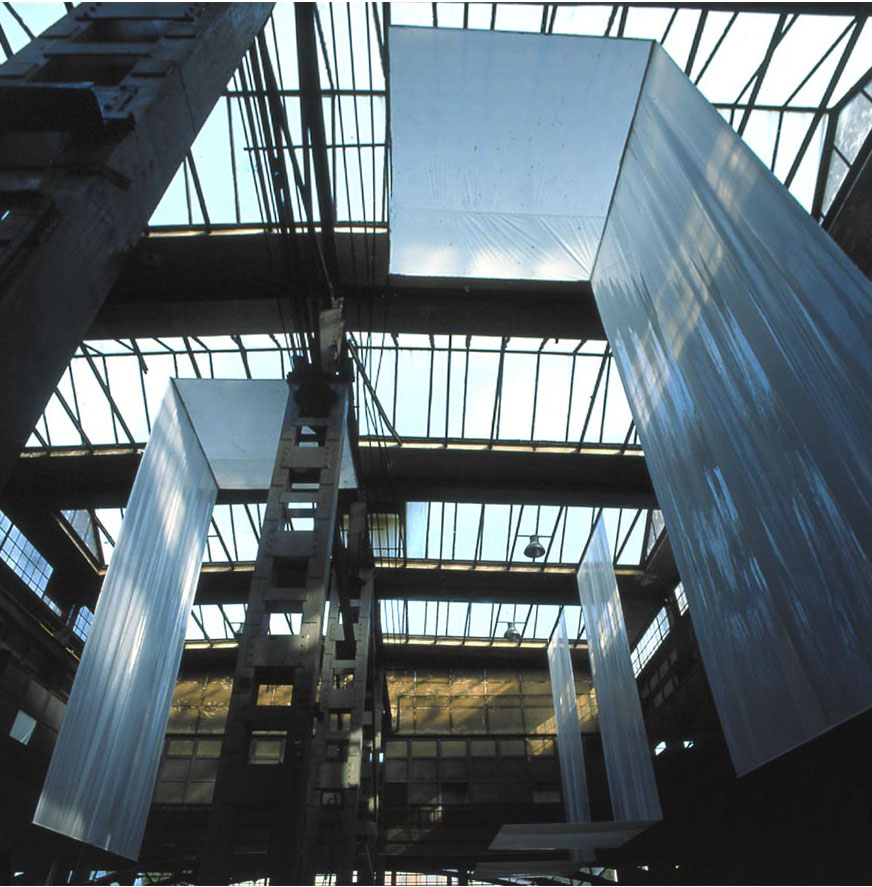
Кунстраум IWKA2, 1986

И все же художники не смогли в конечном итоге предотвратить разрушение других зданий и продажу поместья — в декабре 1986 года городской совет Карлсруэ разрешил снести помещения, в том числе огромные художественные сооружения в промышленных зданиях. За их  произведение искусства KUNSTRAUM IWKA, группа художников была награждена грантом проекта Kunstfond (Фонд искусств) Бонна, который повлек за собой документальную выставку в Бонне. 
Бруно Курц создал масштабные художественные инсталляции в своей первой студии на территории IWKA. Он хотел создать адекватный противовес колоссальному промышленному зданию с помощью масштабных художественных работ и установил огромные геометрические скульптуры из пластиковой пленки, отражающей солнечный свет, проникающий сквозь пилообразную крышу (Installation Kunstraum IWKA, 1987): протекающая крыша отбрасывала отражения и дала художнику дополнительные идеи для работы. В 1988 году он впервые использовал воду в качестве скульптурного материала. Ясность инсталляций, которые он с тех пор создал, является результатом этих ранних архитектурно-монументальных опытов с пространством. В дальнейшем он создал свою впечатляющую инсталляцию «Аллерг Фарбен Блос» в барочных залах Эттлингер Шлосс (Ettlingen Palace) ». 

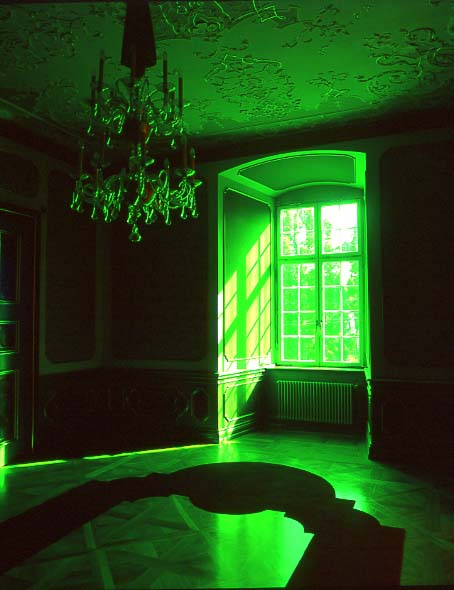
Грюнер Саал в Эттлингер Шлосс (Ettlingen Palace), 2003

Черпая вдохновение у моникеров «Зеленый, синий и красный салон» и соответствующих им гобеленов, он установил цветную пластиковую пленку в окнах залов и создал последовательность цветного света. Несмотря на широкий спектр художественных возможностей, предлагаемых трехмерным пространством, формальные, эстетические и концептуальные средства его инсталляций явно связаны с его живописной практикой. 

## Преподавание
Помимо работы в качестве внештатного художника, Бруно Курц также преподавал в различных учреждениях.  
- С 1993 по 1997 год он преподавал рисунок в Pädagogische Hochschule (Университет образования) Карлсруэ
- 2002—2008 — преподавал живопись в Europäische Kunstakademie (Европейская академия изящных искусств) Трир
- 2002—2007 — преподавал экспериментальную живопись в Landesakademie (государственная академия Schloss Ротенфельс ). [15]

Он также занимается искусствоведческим анализом и практическим применением различных подходов к живописи для непрофессионалов. С 1984 года он является частью команды преподавателей в Staatliche Kunsthalle Karlsruhe. 

## Абстрактная пейзажная живопись

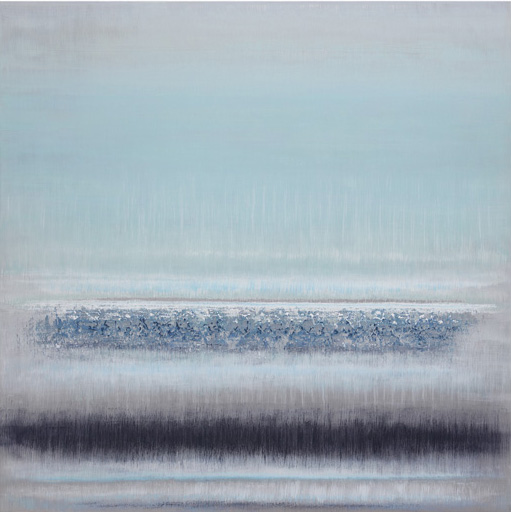
Nord Passage 4, 2016

Основываясь на композиции классической пейзажной живописи, Бруно Курц создает структурированные цветные пейзажи, которые больше не относятся к реальному месту, но изображают настроения и атмосферы  — находясь между тишиной и энергичным динамизмом. «Тишина, исходящая от его работ, проистекает из их концентрации, из-за их формальной и хроматической сдержанности и сознательного отказа от зрелищного в его изобразительном предмете: ландшафте и цветовом пространстве. Несмотря на их сдержанные гармонии, работы Бруно Курца являются фактическими сгустками энергии».  Горизонтальные линии и области могут визуально расширяться за пределы кадра без рамки изображения в бесконечность и в сочетании с вертикальными цветовыми градиентами формировать, своего рода вечное движение, создавая баланс противоположных движений, до точки кажущейся неподвижности. 
Это впечатление подчеркивается выбором Курцем квадратного формата картин. Начиная с Казимира Малевича, квадрат считается абсолютной формой абстрактной живописи в 20-м веке, и, он находит свой путь в пейзажную живопись в работах Курца. Сам по себе квадрат не становится темой, но будит почти архаичные силы воображения. Квадрат показывает необычный профиль цветовых ландшафтов.   

## Цвет

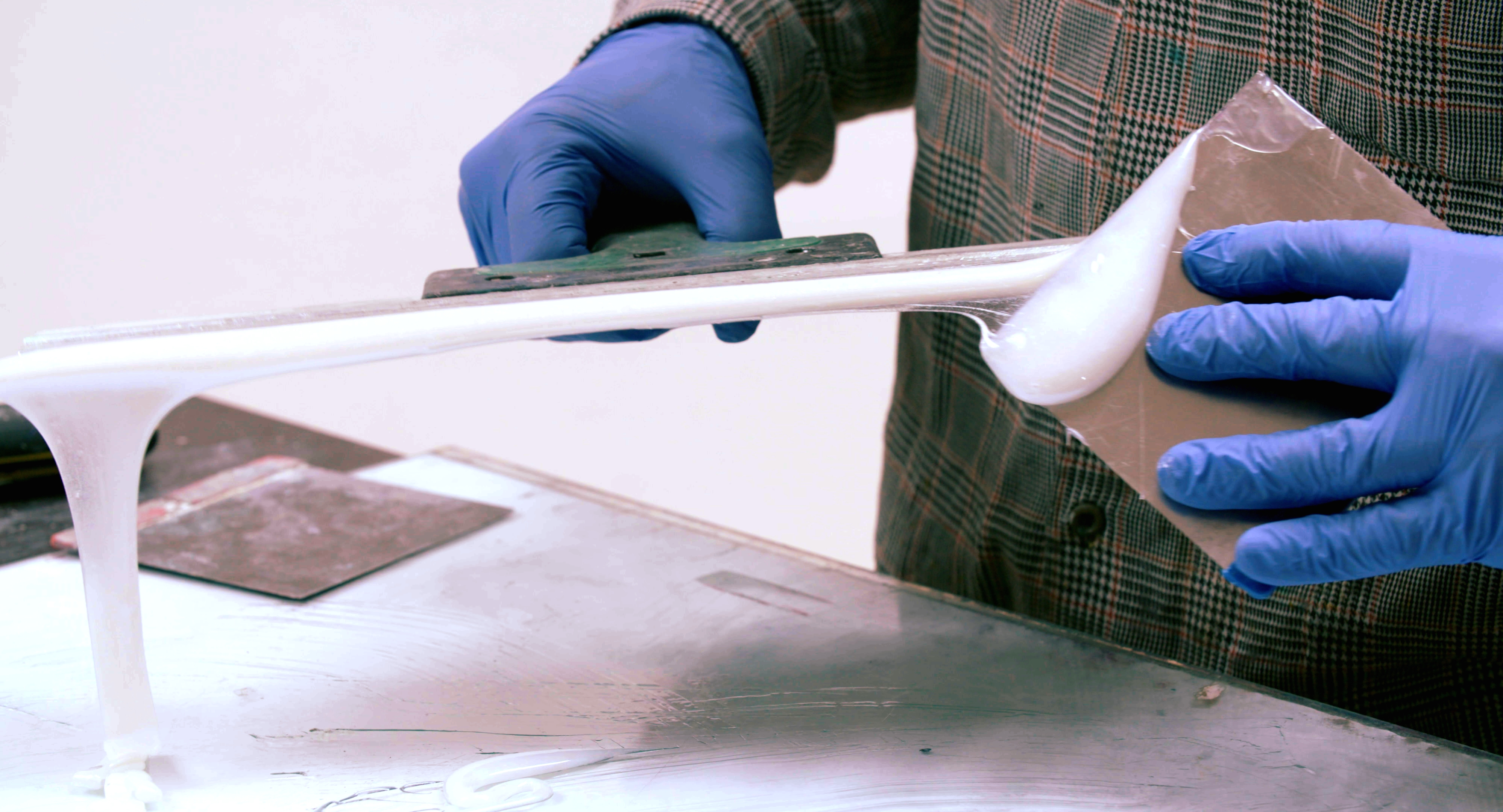
Бруно Курц в своей студии, 2016

В дополнение к его строгой формальной эстетике, Курц также исследует физические качества выбранных им материалов. Художник экспериментирует с различными красителями и красками, объединяет синтетические элементы, пигменты, чернила, акварельные краски, акриловые и масляные краски или смолы и наполнители в нетрадиционных сочетаниях и цветовых слоях. Отражающие поверхности - смолы, глазурь с индийскими чернилами или прозрачные шелковые нити, наслоенных на металлическую основу - придают произведениям поразительную яркость и мерцающую цветовую гамму. ″ 

## Рекомендации
1. ↑  Bruno Kurz // Artists of the World Online, Allgemeines Künstlerlexikon Online, AKL Online (нем.) / Hrsg.: A. Beyer, B. Savoy — Berlin: K. G. Saur Verlag, Verlag Walter de Gruyter, 2009. — ISSN 2750-6088 — doi:10.1515/AKL
2. ↑  Bruno Kurz – Vita | GALERIE MOLLWO. Дата обращения: 13 июля 2019. Архивировано 13 июля 2019 года.
3. ↑  Hebrides, Katalog zur Einzelausstellung, Werkzyklen: BeLiv 1995–1997, Tears of God 1998–2000 und Hebrides 2001/2002, hg. v. Bruno Kurz 2003. ISBN 3-925521-94-1
4. ↑  Gallerist Odon Wagner. In: https://www.youtube.com/watch?v=_DktwWAhrdo Youtube: Bruno Kurz. Light & Colour
5. ↑  //http://www.odonwagnergallery.com/toronto_art_exhibitions/owc_exhibitions.php?aID=17 Архивная копия от 9 января 2017 на Wayback Machine
6. ↑  Архивированная копия. Дата обращения: 13 июля 2019. Архивировано 25 апреля 2019 года.
7. ↑  http://www.art-fair.de/artist_en Архивная копия от 9 января 2017 на Wayback Machine 1
8. 1 2 3 4 5  Bruno Kurz artist | Odon Wagner Gallery | Toronto. Дата обращения: 13 июля 2019. Архивировано 13 июля 2019 года.
9. ↑  Архивированная копия. Дата обращения: 13 июля 2019. Архивировано из оригинала 21 ноября 2016 года.
10. ↑  Home. Дата обращения: 13 июля 2019. Архивировано 29 апреля 2018 года.
11. ↑  Ehemaliges IWKA-Gelände wird zum Verkauf ausgeschrieben | ka-news. Дата обращения: 13 июля 2019. Архивировано 13 июля 2019 года.
12. ↑  Kunstprojekte Georg Schalla. Дата обращения: 13 июля 2019. Архивировано 20 июля 2019 года.
13. ↑  Ausstellungen – Bruno Kurz. Дата обращения: 13 июля 2019. Архивировано 13 июля 2019 года.
14. ↑  Sabine Heilig, Kunsthistorikerin. In: Bruno Kurz. Lichtpassagen, Katalog zur Einzelausstellung, hg. v. SüdWestGalerie, Niederalfingen/Aalen 2006. ISBN 3-937295-51-8
15. ↑  Gaggenau-Bad Rotenfels - Akademie im Schloss Rotenfels | Murgtal. Дата обращения: 13 июля 2019. Архивировано 13 июля 2019 года.
16. ↑  http://www.kunsthalle-karlsruhe.de/de/vermittlung/kursangebot.html Архивировано 17 декабря 2016 года..
17. ↑  Sabine Heilig, Kunsthistorikerin. In: Bruno Kurz. Lichtpassagen